# Techentin
Techentin es un municipio situado en el distrito de Ludwigslust-Parchim, en el estado federado de Mecklemburgo-Pomerania Occidental (Alemania), a una altura de 63 metros. Su población a finales de 2016 era de 739 habs. y su densidad poblacional, 18 hab/km².

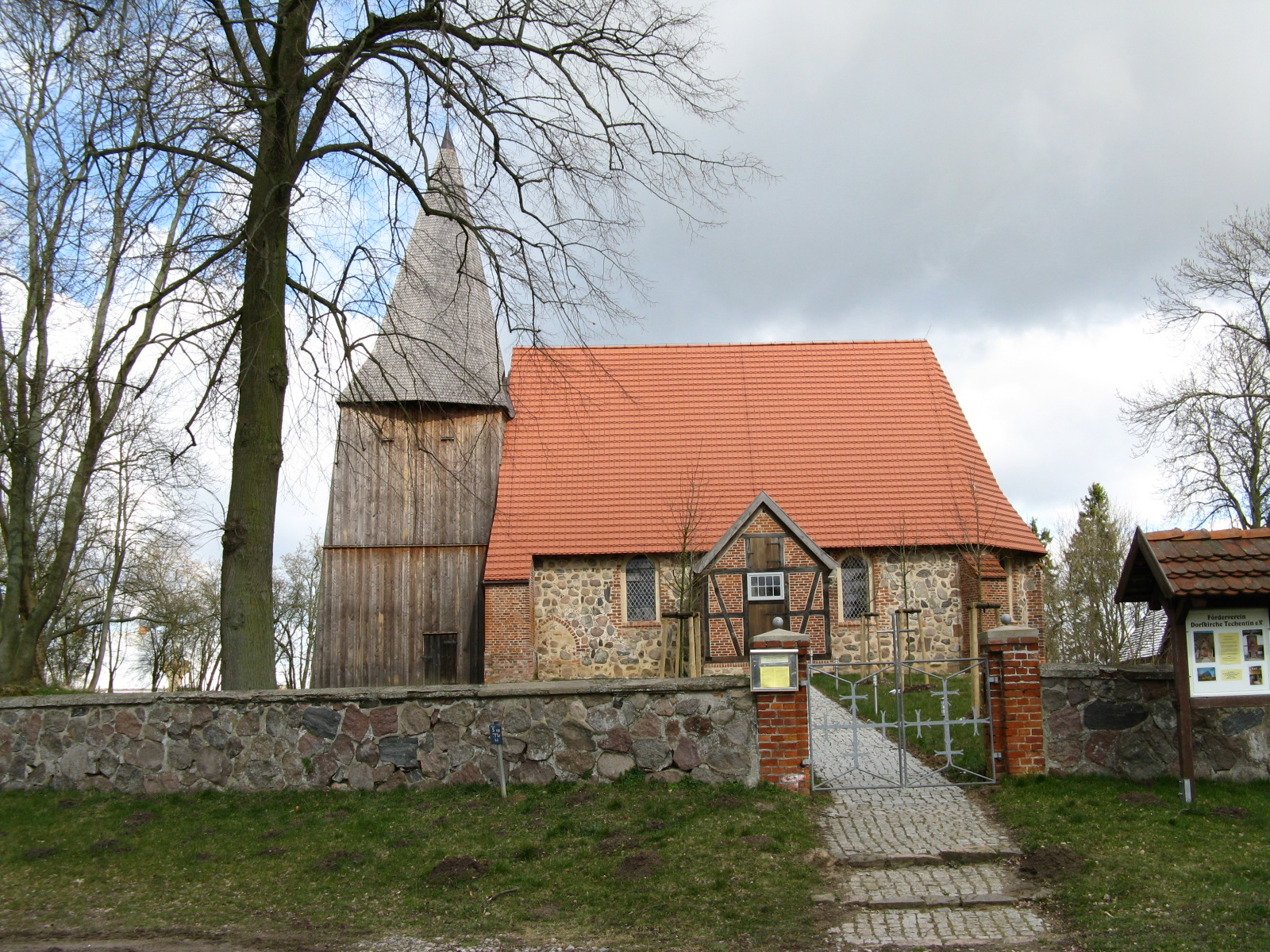
Iglesia de Techentin